# Haabneeme
Haabneeme (Duits: Habbinem) is een plaats in de Estlandse gemeente Viimsi, provincie Harjumaa. De plaats heeft de status van ‘vlek’ (Estisch: alevik).

## Bevolking
De plaats had 5634 inwoners op 31 december 2011 en 7265 inwoners op 31 december 2021. Daarmee is Haabneeme veruit de grootste plaats in de gemeente; de hoofdplaats Viimsi telt 2703 inwoners (2021).

## Ligging
Haabneeme ligt aan de Baai van Tallinn op ongeveer 9 km afstand van het centrum van de hoofdstad Tallinn.

## Geschiedenis
Haabneeme werd voor het eerst genoemd in een kroniek uit 1271 als Apones. In de Middeleeuwen vestigden zich hier Estlandzweden. In de jaren zestig van de 20e eeuw werd aan de noordzijde van Haabneeme een tuinstad aangelegd. Het centrale deel van de plaats werd gebouwd tussen 1960 en 1980 voor de Kirov Visserskolchoz (vernoemd naar Sergej Kirov). In 1973 kreeg de plaats een nieuw administratief centrum, in 1976 een winkelcentrum en in 1979 een ziekenhuis, het Viimsi Ziekenhuis (Estisch: Viimsi haigla). In 1978 werd in Haabneeme een voetbalstadion, het Viimsi staadion, geopend en in de jaren 1981-1985 kwam er een school voor voortgezet onderwijs, de Viimsi keskkool.

## Faciliteiten
In 2015 opende het Selver-concern hier een nieuwe supermarkt.
Een buslijn verbindt Haabneeme met het centrum van Tallinn.
De voetbalclub Viimsi JK speelt in Haabneeme.

## Foto's

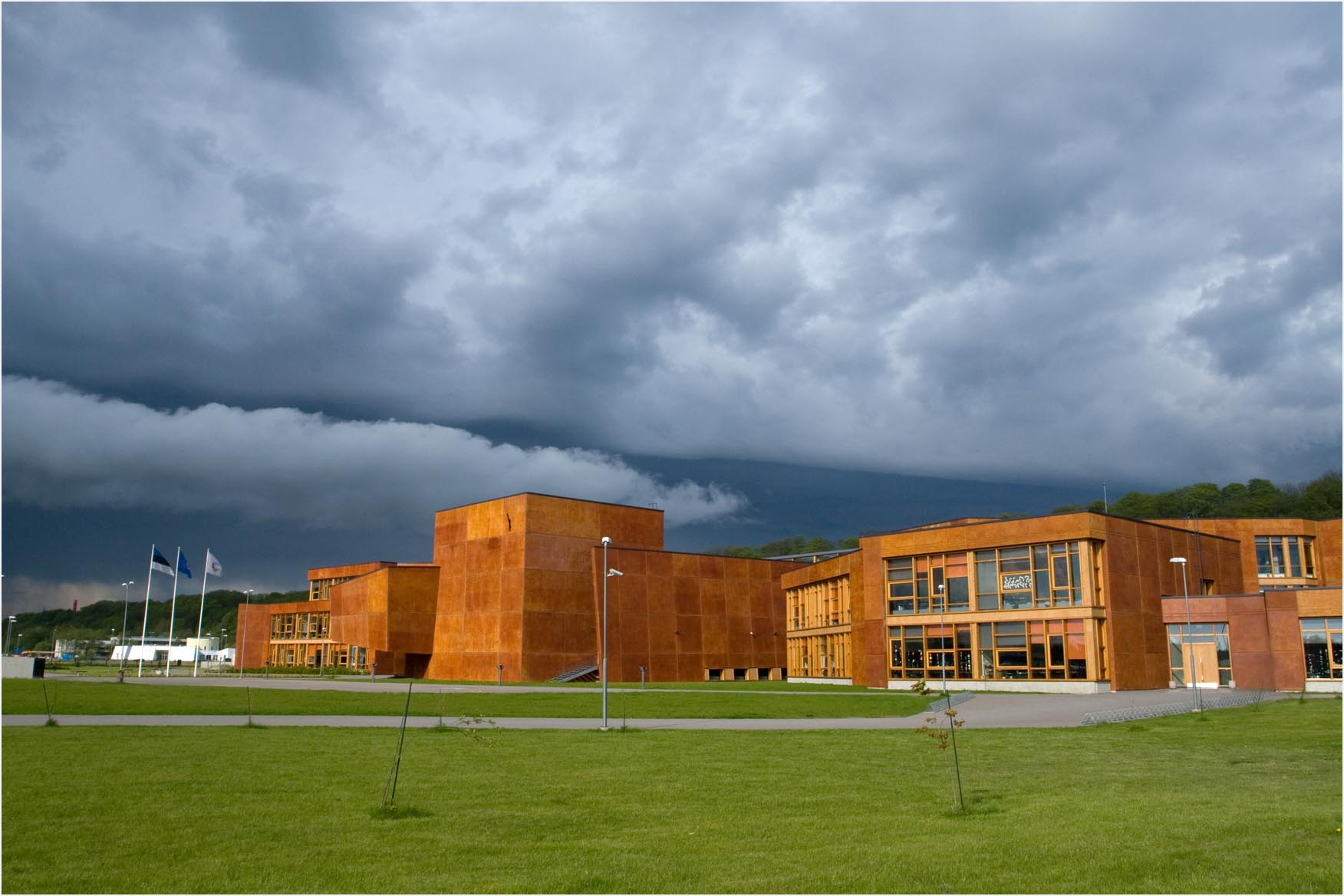
Het nieuwe gebouw van de Viimsi keskkool, opgeleverd in 2006
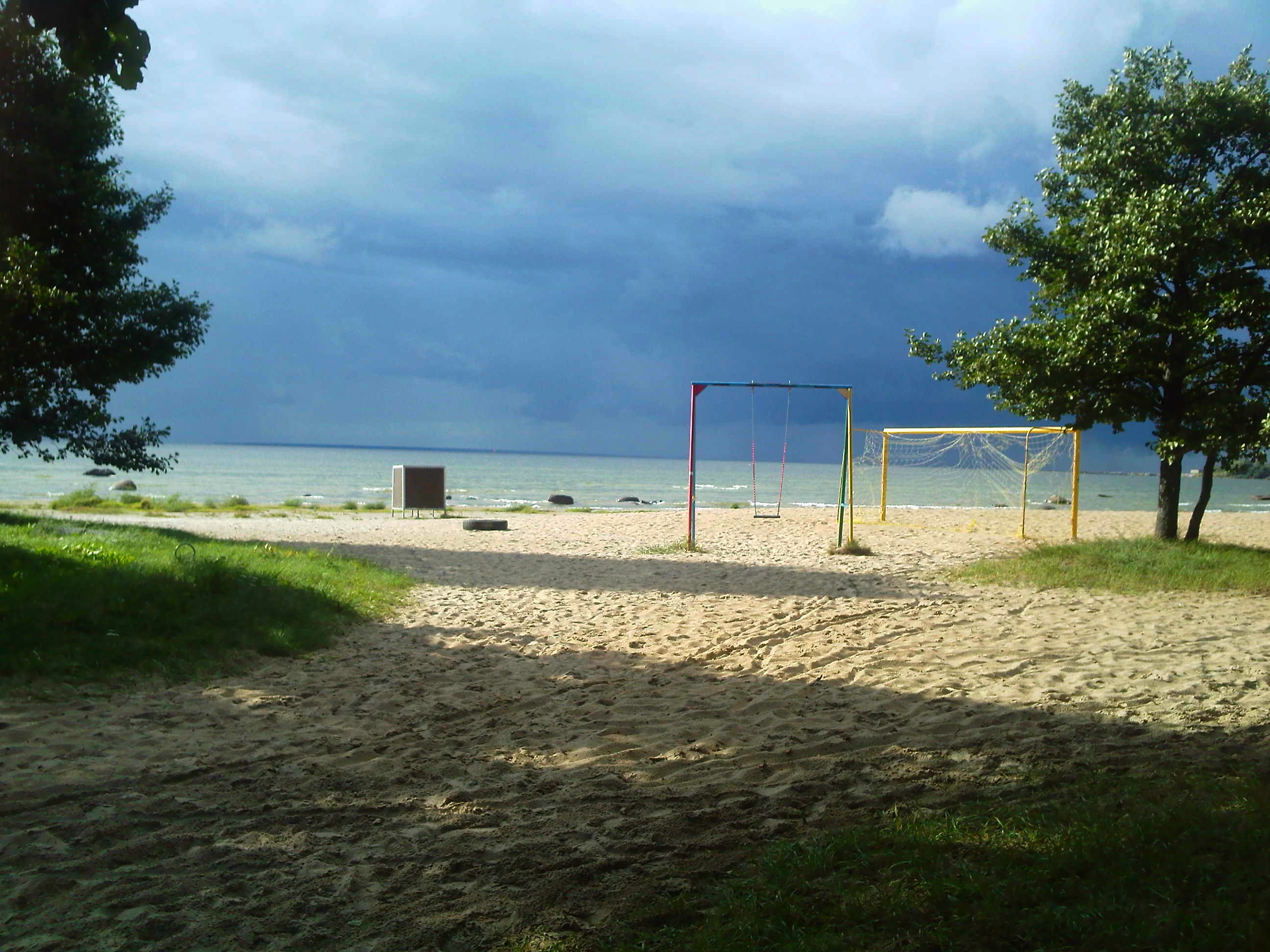
Het strand van Haabneeme
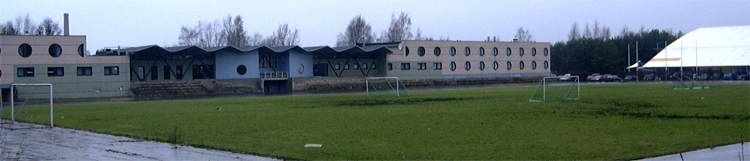
Het Viimsi staadion